# Georg Gogreve
Georg oder Jörg Gogreve (* um 1534; † 1575 oder 1576 in Minden) war ein katholischer Kleriker im Bistum Minden und Diplomat, der 1564 in Rom für das Herzogtum Kleve das päpstliche Privileg zur Gründung der Alten Universität in Duisburg einholte. 1574/75 war er für das evangelische Fürstentum Braunschweig-Wolfenbüttel tätig.

## Leben
Georg Gogreve war der „illegitime“ Sohn eines Klerikers. Er entstammte dem westfälisch-waldeckschen Adelsgeschlecht der Gaugreben und war ein naher Verwandter des schaumburgischen Kanzlers Johannes Gogreve († 1573/74). Georg Gogreves Mutter war Anna Goldener († nach 1569), als seine Geschwister werden 1569 Hille und Johann genannt. Sein Vater war wahrscheinlich Severin Gogreve († um 1550) aus Oldendorf unter Schaumburg, ein Kanoniker am Stift St. Bonifatius in Hameln und am Kollegiatstift St. Martini in Minden. Georg Gogreve vererbte seinem Sohn Bernhard einen der zwölf Edelhöfe (Burgmannenhöfe) in Oldendorf.
Auch Georg Gogreve erhielt ein Kanonikat an St. Martini in Minden. Mit Kunne (Konrad) Kostede stritt er sich 1553 um einen Hof der Kirche St. Johannis zu Minden. Am 9. Februar 1555 schrieb sich „Georgius Gogrevius“ als Mindener Stiftsherr (canonicus Mindens[is]) in Rom in das Bruderschaftsbuch des Collegio Teutonico di Santa Maria dell’Anima ein. Im römischen Prozess um die Stiftsmäßigkeit der münsterischen Erbmännerfamilien sagte „Georgius Gogreue, clericus Mindensis“, 1558 als 24-Jähriger zugunsten von Johannes Schencking († 1581) aus. Seit 1559 war er als Nachfolger von Andreas Masius (1514–1573) dort Agent (Solicitor) Herzogs Wilhelm V. von Jülich-Kleve-Berg (1516–1592). Als Notar der Rota erreichte Gogreve 1561 für das klevische Herzogtum eine Erlaubnis von Papst Pius IV. (1499–1565) zur Gründung einer Universität in Duisburg, kam jedoch bald darauf kurzzeitig in Haft und musste die Bulle auf eigene Kosten aus Antwerpen zurückholen lassen. Für die Komplikationen machte er Johannes Monheim, den zum Protestantismus tendierenden Rektor des Düsseldorfer Lyceums, verantwortlich. Die Kurie hatte Sorge, dass der katholische Charakter der Universität nicht gesichert sei. Die Kölner Jesuiten hatten intern schon im März 1560 vor Monheim und einer Schola Duisburgensis gewarnt. Schließlich wurde 1564 endgültig eine Genehmigungsbulle erlassen. Die Universität Duisburg nahm allerdings erst 1655 ihren Lehrbetrieb auf, als Kleve zum protestantischen Kurfürstentum Brandenburg gehörte.
Gogreve als sein römischer Prokurator unterstützte zusammen mit Johann Visbroc (* um 1525; † 1590) auch den Humanisten Jean Matal (* um 1517; † 1597) in seinen Pfründenprozessen in den 1560er Jahren um Kanonikate an St. Lambert in Lüttich und an St. Aposteln in Köln.
1566 wurden Georg Gogreve von Papst Pius V. (1504–1572) als Nachfolger des in Rom verstorbenen Johann Minsche alias Hominis (1501–1558) die Propstei von St. Johannis in Minden sowie zusätzliche Kanonikate am Paderborner Dom und an St. Germanus und St. Mauritius zu Speyer verliehen. Die Propstei von St. Johannis hat er nicht in Besitz nehmen können, aber Georg Gogreve war später Dechant des Stiftes St. Martini in Minden und letzter Possessor (Inhaber) der gräflich schaumburgischen Landesherrschaft in Minden. 1567 erhielt er 600 Gulden für eine Reise nach Wien und Rom zur Erlangung der Regalien und päpstlichen Bestätigung für Bischof Hermann von Schaumburg (1545–1592; reg. 1567–1582) in Minden.
Vom Kloster St. Mauritz und Simeon in Minden wurden dem Dechanten Georg Gogreve von St. Martini Güter und Renten in Steinbergen, Aminghausen, Wietersheim (Witersen), in den Ämtern Hausberge und Petershagen sowie bei Bückeburg verschrieben. 1572 unterzeichnete er in Lübbecke die „Union“ der gesamten katholischen Geistlichkeit Mindens mit Herrmann von Schaumburg gegen die protestantische Stadt Minden, nach deren Abschluss Hermann schließlich 1573 durch Papst Gregor XIII. als Bischof bestätigt wurde. 1574 verlängerte Dechant Georg Gogreve ein Darlehn über 190 Reichstaler, das er dem Ehepaar Thomas und Marie Timpe gewährt hatte, gegen 6 % Überziehungs-Zinsen und Bürgschaft des Lübecker Domherrn Johann Lendeken, ihres Schwagers.
Als der Bonner Stiftsherr Alexander Trivius (1526–1607) das Bistum Minden 1575 im päpstlichen Auftrag visitierte, befand sich die Kirche St. Martini im Besitz der Protestanten. Dechant Gogreve sei „ein schlechter Christ und von geringem Glauben (mal Christiano et di poca religione)“, schrieb Trivius. Im Vorfeld der Amtseinführung Heinrich Julius’ von Braunschweig-Wolfenbüttel als Fürstbischof von Halberstadt agierte der römische Höfling (curtisanus) Georg Gogreff 1574/75 als Agent (Bevollmächtigter) des lutherischen Herzogs Julius von Braunschweig-Wolfenbüttel für dessen Sohn Heinrich Julius, der als Bischof katholisch erzogen werden sollte.
Georg Gogreves Grabplatte befindet sich in Kreuzgang des Mindener Doms. Als sein Nachfolger im Amt des Dechanten des Martinistiftes, das nach dem Verlust der Stiftskirche weiter bestand, wird 1576 bis 1601 Anton Minsche erwähnt.

## Familie
Georg Gogreves „illegitimer“ Sohn, den er vermutlich mit seiner „Dienerin“ Anna bekommen hatte, war:
1. Bernhard Gogreve (* um 1569; † nach 1611) aus Minden oder Oldendorf unter Schaumburg,[32] erbte das väterliche Haus bei St. Johann in Minden und einen der zwölf Edelhöfe in Oldendorf, seit 1593 Brauer in Minden, Notar (Notarius publicus Caesareus); er ist wahrscheinlich nicht identisch mit dem bremischen Amtmann, Sekretär und Notar Bernhard Gogreve, der zwischen 1591 und 1595 in Neuenwalde, Bremen und Burg Hagen erwähnt wird;[34]
⚭ Künna (Kunigunda) Greifenstroh (Griepenstro) († nach 1600);
deren Söhne:
  1. Simon Gogräve (1593–1648)[35] aus Minden, Syndikus der Stadt Minden, erzbischöflich bremischer Rat und verdischer Vizekanzler,
⚭ I. 1624 Anna Hinrichking († 1638),
⚭ II. 1644 Catherina-Elisabeth Grave (1620–1684);
zu seinen Nachkommen siehe → Simon Gogräve.
Simon Gogräve starb, nachdem seine „Vorfahren über hundert und mehr Jahr“ in der Stadt Minden „das Burger-Recht gehabt,“ 1648 als „nunmehr des Nahmens der letzte“.[36]
  2. Bernhard Gogräve (Hooggreve) (1600–1640),[32] gräflich limburg-styrumscher und bronckhorstischer Hofmeister und Amtmann, Kammersekretär und Rat,
⚭ 1631 Adelheid Terville (1607–1671)[37] aus Zutphen, Tochter von Ludolf Tervile (1580–1651), Richter in Bredevoort und Rentmeister von Borculo, und Sara de Croy (Crois) (1586–1631).[38]
Kinder der beiden, geboren in Zutphen und Styrum:
    1. Cunegunda Gogreve (1633–1650), unverheiratet,
    2. Anna Catherina Gogreve (1635–1691),
⚭ Simon Rembert Deichmann (1630–1702), Amtmann und Oberinspektor des Kohlenbergwerks zu Obernkirchen, Hessen-Kasseler Kammerrat zu Rinteln, Sohn von Christoph Deichmann (1576–1648) aus Burgsteinfurt und Christina Vultejus (1588–1667), einer Tochter von Hermann Vultejus,
      1. Christina Adelheit Deichmann (1654–1677),
⚭ 1675 in Rinteln Philipp Pestel, Dr. jur., (* um 1650),[39] Sohn von David Pestel (1603–1684) und Marie Varendorf,

    3. Elisabeth Gogräve (Gograff) (1638–1691)[40] aus Styrum,
⚭ I. 1660 Johann Antrecht (1626–1667)[A 3] aus Rinteln, hessischer Regierungsrat zu Rinteln, Sohn von Johann Antrecht d. J. (1577–1646) aus Kassel, Gesandter zu den Friedensverhandlungen nach Münster und Osnabrück, und Anna Christina Hund (Canisius) (1596–1676),
⚭ II. 1675 Johann Joachim d’Orville (1633–1688)[A 4] aus ’s-Gravenhage, 1652 zusammen mit seinen Brüdern Friedrich und Jakob immatrikuliert in Heidelberg, Hessen-Kasseler Geheimer Rat, Gesandter zum Reichstag in Regensburg und 1678 zu den Friedensverhandlungen in Nimwegen, Grabplatte erhalten auf dem Gesandtenfriedhof in Regensburg, Sohn des kurpfälzischen Prinzenerziehers Friedrich d’Orville (1590–1641) und der Maria Modesta Camerarius (1601–1665), einer Tochter von Ludwig Camerarius.
2. (vielleicht) Simon Gogreve, 1576 Inhaber einer Kanonikats-Pfründe am Kollegiatstift St. Martini Minden, 1580 als Simon a Gogreve Mindensis immatrikuliert in Bologna,[41] 1588 kurzzeitig – auf die Confessio Augustana verpflichteter – nicht residierender Inhaber der Pfarrstelle in Lerbeck.[42][A 5][43]

## Stammliste der Gaugreben (Gogreve) zu Oldendorf, Stadthagen und Hameln
Dietrich Gaugreben „der Alte“ († 1401/07), Amtmann zu Medebach,
1. Hildebrand Gogreve, 1435 Aufnahme unter das Hofgesinde des Grafen Otto II. von Holstein-Schaumburg,[44]
  1. (wahrscheinlich) Hildebrand Gogreve, 1514 Bestallung zum Diener des Grafen Johann IV. von Holstein-Schaumburg,[45]
  2. Johann Gogreve d. Ä. (* vor 1450/55; † 1529),[46] 1486 Kanoniker am Stift St. Bonifatius in Hameln, 1513, 1514 Scholaster, 1516–1527 als Dechant, 1525–1528 als Senior bezeugt,[47]
o-o vermutlich seine „maget … Alheide“ († nach 1528), „Carstens dochter van dem olden Hagen (= Altenhagen)“,[48][46]
    1. Severin Gogreve (* vor 1470/75; † um 1550)[6] aus Oldendorf unter Schaumburg, Sohn des Dechanten Johann, Gogreve d. Ä.,[46] 1502 Erweiterung des bereits erteilten Dispenses vom Geburtsmakel um die Erlaubnis, zwei weitere Benefizien zu erhalten,[49] 1525, 1528 Kanoniker und Vikar am Stift St. Bonifatius in Hameln, 1530, 1544 Kanoniker an St. Martini in Minden, ab 1538 während des Exils in Rinteln Thesaurar des Martinistifts,[50][51] 1542 „im pabstumhe“ Possessor der Kaplanei in Bodenwerder,[52] 1549 Senior,
o-o Anna Goldener,[5]
      1. Georg Gogreve (* um 1534; † 1575/76)[3] Oldendorf unter Schaumburg,
o-o Anna NN.,[33]
zu seinen Nachkommen siehe oben in diesem Artikel den Abschnitt → Familie,
      2. Hille Gogreve († nach 1569),
⚭ 1532 Jobst Hoffmann,
      3. Johann Gogreve († nach 1592), Tribunus plebis,
⚭ NN.
        1. (wahrscheinlich) Johann Gogrävius (* um 1593; † 1618),[53] Schulbesuch in Osnabrück und Hamburg, 1611 immatrikuliert in Helmstedt („Johannes Gograve Mindensis“), 1615 als Student der Rechtswissenschaft in Jena, gestorben in Jena an der Verletzung durch eine Schlägerei,

    2. Margaretha Gogreve († nach 1560),[46]
⚭ Wolter Rust († 1550/60) aus Hameln,
      1. Anna Rust (* vor 1528; † nach 1528),[46]
      2. Margarete Rust (* 1540; † nach 1591),
⚭ 1560 in Minden Heinrich Hencken d. J. (1534–1591) aus Einbeck,[54]

    3. Johann Gogreve d. J. (iunior) (* um 1475; † 1546) aus Oldendorf unter Schaumburg, Sohn des Dechanten Johann Gogreve d. Ä.,[46] 1492 immatrikuliert in Rostock („Iohannes Ghogreue de Hamel“), 1494 Baccalaureat („Iohannes Hogreue“), Magister, Pfründe als Pleban an St. Ägidien in Hannover (1498 resigniert),[55] ab 1499 traten er und Mauritius Gogreve (s. u.) als Mindener Kleriker in Prozessen vor der Römischen Rota auf,[56] 1512 Kanoniker, 1525–1545 Dechant am Stift St. Bonifatius in Hameln,[47] 1520, 1530 auch Stiftsherr an St. Martini in Minden, ab 1534/35 zugleich Kanzler Graf Ottos IV. von Schaumburg.[51] Er starb ohne „legitime Erben“, hinterließ aber Magister Johann Gogreve eine „ewige Vikarie“ am Erasmus und Maria Magdalenen-Altar[57][58] an der Kirche zu Hameln,[59]
o-o NN.,
      1. Johannes Gogreve (* um 1520; † 1573/74)[46][60][3] aus Hameln, als Johannes Gogreiff (Gotgreff) 1536 immatrikuliert in Köln, 1539 Magister Artium an der Montana-Burse, ab etwa 1544 schaumburgischer Kanzler, 1548 wurde die Abstammung von „Johan Goggrev“ durch Kaiser Karl V. legitimiert,[61][62] er besaß 1561 einen Halbmeierhof und einen Kötterhof in Zersen bei Oldendorf,[63] erbaute um 1565/70 den Prinzenhof in Rinteln, 1570 erhielt „Johann Goygreue“ einen kaiserlichen Wappenbrief Maximilians II.[A 7][64][61] und Freiheit von fremden Gerichte, Schutz und Schirm,[65] Grabmal in der Stadthagener St.-Martini-Kirche,
⚭ Metta Deseniß,[66]
        1. Anthonius Gogreue (* um 1550; † um 1592), 1566 Kanonikat an St. Johannis in Minden, 1569 immatrikuliert in Wittenberg („Antonius Gogreue Schaumburgensis“), 1577 in Heidelberg („Schauenbergensis“), 1578 in Padua und Siena, lebte in Stadthagen und Rinteln,
⚭ um 1596 Anna Langermann (* um 1564; † um 1610) aus Hamburg, Tochter von Paul Langermann (* um 1532/34; † um 1584/88), gräflich holstein-schaumburgischer Geheimer Rat, Kanonikus und Domdechanei-Verweser des Domstifts Hamburg und (⚭ 1556) Margaretha Niebur; Anthonius' Witwe ⚭ II. um 1596 David Hotzen (* um 1560; † 1623), gräflich schaumburgischer Oberförster zu Hemeringen bei Hameln,
        2. Anna Gogreve,
⚭ 1570 Johann Campe (Kampf), Bürgermeister,
        3. Otto Gogreff (* um 1550/55; † 1573), 1566 in Straßburg, 1567 Stammbucheinträger bei Heinrich Faber,[67] 1571 in Tübingen („Otho Gogreue Schaumbergensis“), 1572 Stammbucheinträger bei Jacob von Tiefenbach[68] und (als „Otto Hogreve“) bei Andreas Tucher von Simmelsdorf (1551–1630),[69] Besançon, und Orléans, 1573 zusammen mit Justus (Jobst; Jodocus) von Donop (1551–1579) aus der Grafschaft Lippe, der gerade in Orléans die Bartholomäusnacht überlebt hatte,[70] immatrikuliert in Heidelberg („Otto Gogreff Schomburgensis“), dort gestorben,[71]
        4. Liborius Gogreve (* um 1555/60; † nach 1613), 1571 Schule in Duisburg,[72] 1574/75 immatrikuliert als „Liborius Gogreue Hagensis“ in Rostock, Lic. jur., Stadthagen,
⚭ Dorothea Reiche,
          1. Anton Gogreve († nach 1624), 1604 wurde Antonius Gogrebe Schaumburgensis Rintelensis in Marburg immatrikuliert,
          2. Johann Gogreve († nach 1625), Stadthagen,
⚭ Maria Rust († nach 1625),

        5. Dorothea Gogreve,
⚭ Cordt Meyer (Meiger) († nach 1602), Bürgermeister der Stadt Stadthagen,
        6. Georg Gogreve (* um 1565/70; † 1609/13), 1584 immatrikuliert in Rostock („Georgius Gogreuius Hagensis“),
⚭ 1589 Ilsa Lorleberg († nach 1613), Wappensteine am Haus Emmernstr. 12 in Hameln[73]
        7. Erich Gogreve († nach 1613),
        8. Elisabeth Gogreve,
⚭ Gerd Leist († nach 1622), Wappensteine am Leisthaus in Hameln,
          1. Gerhard Georg Leist († 1598) aus Hameln, Epitaph in Afferde mit den Wappen Leist und Gogreve,

        9. Anna Maria Gogreve (* um 1565; † vor 1614),
⚭ 1587 Erich Limborch (* um 1560; † 1614/15) aus Niedersachsen, 1586 Dr. jur. in Basel, 1593–1597 ostfriesischer Rat, hohnsteinischer Kanzler des Fürstentums Braunschweig-Wolfenbüttel,

    4. Mauritius (Moritz) Gogreve (* um 1480; † 1518) de Hameln, wahrscheinlich auch ein Sohn des Dechanten Johann Gogreve d. Ä., 1498 immatrikuliert in Erfurt, 1506 Vikar des Bonifatiusstifts in Hameln, 1517 Eintritt in das Kollegium der Rota,[74]
    5. Conrad Gogreve († nach 1528).[46]